# Ala'ab Damanhour Stadium
El Ala'ab Damanhour Stadium es un estadio multiusos ubicado en la ciudad de Damanhur, Egipto y es utilizado principalmente para partidos de fútbol y actualmente es la sede del Ala'ab Damanhour SC.

## Historia
Fue construido en 1961 con capacidad para 8000 espectadores y fue sede de tres partidos de la Copa Africana de Naciones 1974.

## Partidos internacionales

### Copa Africana de Naciones
| 3-3-1974 | Zaire           | 2–1 | Guinea       | Ala'ab Damanhour Stadium, Damanhur |                        |
|          | Mulamba 18' 65' |     | B. Sylla 25' | Árbitro(s): Saad Gamar             | Árbitro(s): Saad Gamar |

| 5-3-1974 | Guinea           | 2–1 | Mauricio   | Ala'ab Damanhour Stadium, Damanhur |                          |
|          | M. Sylla 52' 64' |     | Imbert 88' | Árbitro(s): Ahmed Gindil           | Árbitro(s): Ahmed Gindil |

| 7-3-1974 | Zaire                                     | 4–1 | Mauricio   | Ala'ab Damanhour Stadium, Damanhur |                             |
|          | Mulamba 15' · Mayanga 19' 76' · Etepé 38' |     | Imbert 61' | Árbitro(s): Wallace Johnson        | Árbitro(s): Wallace Johnson |